# 古蘭經故事
古兰经故事主要是伊斯蘭教先知的故事和传说，有对真主创造天地万物和人类的叙述，也有对天堂和火狱及末日审判的描述，还叙述了许多民族因崇拜偶像遭真主惩罚而最终灭亡的过程。这些故事在阿拉伯世界和伊斯兰国家普遍流传。

## 定義
7世纪中叶，《古兰经》定本问世。千百年来，伊斯兰教经学家、注疏家及古兰经研究者将《古兰经》中详略不等、散件各章的故事连缀起来，编成故事专辑，提名为《古兰经故事》。其版本众多，有的严格按《古兰经》记载的情节，不掺杂其他内容，有的参照民间传说及相关文献资料对故事情节进行演绎。
把宗教經典編輯成故事版是為了能夠引發讀者對某一宗教的興趣，有傳教的效果。對信徒而言，信仰能夠更堅定；對非信徒而言，是了解一個宗教的入門書籍，有傳教的功能。故事版通常只包含故事，並不包含律法與各種細節。

## 內容
古蘭經故事以眾先知為中心，宣揚一神論思想。《古蘭經》裡提及的先知有二十五位，但古蘭經故事會因讀者對象的不同而在先知數量的編輯上也有不同。不過，通常故事會涵蓋「六大先知」，有阿丹（亞當）、努哈（挪亞）、易卜拉欣（亞伯拉罕）、穆薩（摩西）、爾撒（耶穌）、穆罕默德等。

## 外部連結
- YouTube上的古兰经的故事 （页面存档备份，存于）